# Emre Mor
Emre Mor (ur. 24 lipca 1997 w Brønshøj) – turecki piłkarz występujący na pozycji napastnika w tureckim  klubie Fatih Karagümrük do którego jest wypożyczony z Celty Vigo oraz w reprezentacji Turcji. Wychowanek FC Nordsjælland. Znalazł się w kadrze na Mistrzostwa Europy 2016.

## Statystyki kariery
(aktualne na dzień 5 kwietnia 2019)
| Klub               | Sezon              | Liga               | Liga  | Liga   | Puchar kraju | Puchar kraju | Europa | Europa | Inne  | Inne   | Suma  | Suma   |
| Klub               | Sezon              | Liga               | Mecze | Bramki | Mecze        | Bramki       | Mecze  | Bramki | Mecze | Bramki | Mecze | Bramki |
| ------------------ | ------------------ | ------------------ | ----- | ------ | ------------ | ------------ | ------ | ------ | ----- | ------ | ----- | ------ |
| FC Nordsjælland    | 2015/16            | Superligaen        | 13    | 2      | 0            | 0            | –      | –      | –     | –      | 13    | 2      |
| Borussia Dortmund  | 2016/17            | Bundesliga         | 12    | 1      | 3            | 0            | 3      | 0      | 1     | 0      | 19    | 1      |
| Celta Vigo         | 2017/18            | Primera División   | 23    | 1      | 4            | 0            | –      | –      | –     | –      | 27    | 1      |
| Celta Vigo         | 2018/19            | Primera División   | 9     | 0      | 2            | 0            | –      | –      | –     | –      | 11    | 0      |
| Ogólnie w karierze | Ogólnie w karierze | Ogólnie w karierze | 57    | 4      | 9            | 0            | 3      | 0      | 1     | 0      | 70    | 4      |